# Hercules-390
Hercules è un emulatore di mainframe IBM:
- System/370
- ESA/390
- Z/Architecture

È disponibile per Linux, Microsoft Windows e macOS.
È open source, e quindi ne è libero l'uso, ma è necessario fare attenzione al fatto che Hercules emula solo l'hardware del mainframe, non il sistema operativo, che potrebbe non essere open source o gratuito.
Alcuni sistemi operativi mainframe della IBM sono gratuiti. In particolare OS/360, DOS/360, VM, MVS e TSS sono scaricabili gratuitamente, mentre sistemi operativi più recenti quali Z/OS sono a pagamento.
Si tratta di un prodotto totalmente open source, distribuito sotto la licenza QPL (Q Public License) e interamente scritto in C. È stato escluso lo sviluppo di un emulatore basato su codice Assembly, usato da altri emulatori, perché se da una parte è vero che tale scelta progettuale migliorerebbe sicuramente le prestazioni, dall'altra ciò comprometterebbe fortemente la portabilità.
Hercules è il primo emulatore di mainframe che supporta una architettura a 64-bit. Anche la macchina ospitante l'emulatore deve possedere un microprocessore a 64 bit.